# Rumina decollata
Rumina decollata és una espècie de gastròpode eupulmonat terrestre de la família Subulinidae, depredador i de mida mitjana. És una espècie europea que s'ha introduït en altres llocs del món. La conquilla, en forma de con truncat allargat, és el seu tret més característic. Inicialment té forma cònica, per bé que quan l'animal amida uns 40 mm de longitud, en arribar a la maduresa, perd l'extrem final de la conquilla.

## Distribució
Aquesta espècie és originària de la Mediterrània, excloent-ne el sud-est. Es va introduir a Israel i a Egipte des de l'època romana. S'ha introduït a Amèrica del Nord, incloent Phoenix i Glendale (Arizona) i altres àrees com a agent de control biològic, amb l'esperança de controlar les poblacions d'Helix aspersa.

## Història natural
Rumina decollata tolera la sequera i el fred, durant els quals es colguen profundament a terra. Són més actius durant la nit i quan plou.
Rumina decollata és un depredador voraç: s'alimenta d'altres caragols, inclosos els llimacs, i de les seves postes. També pot alimentar-se de vegetals, però el dany que causa a les plantes es considera de poca importància, si tenim present el benefici de la depredació sobre altres espècies de caragols, que poden fer molt de mal en conreus i jardins. Tanmateix, també consumeix gastròpodes terrestres i anèl·lids que no malmeten les plantes i que, en canvi, poden arribar a ser força beneficiosos.